# Númio Faustiniano
Númio Faustiniano (em latim: Nummius Faustinianus) foi um oficial romano do século III, ativo no reinado do imperador Galiano (r. 253–268). Pouco se sabe sobre ele, exceto que serviu como cônsul posterior com Galiano.